# Число Вебера
Число́ Ве́бера ({\displaystyle \mathrm {We} }) — критерій подібності у гідродинаміці, що базується на відношенні сил інерції рідини до сил поверхневого натягу.

## Визначення числа Вебера
Число Вебера може бути визначене як:
{\displaystyle \mathrm {We} ={\frac {\rho Lv^{2}}{\sigma }},}
де:
- {\displaystyle \rho } — густина;
- {\displaystyle \sigma } — коефіцієнт поверхневого натягу;
- {\displaystyle L} — характеристична довжина;
- {\displaystyle v} — швидкість.

Число Вебера служить мірою захоплення рідини за рухомим у ній твердим тілом.
Його, також, можна записати як добуток чисел капілярності і Рейнольдса:
{\displaystyle \mathrm {We} =\mathrm {Cp} \cdot \mathrm {Re} }
Число має суттєве значення при вивченні процесів перемішування взаємно нерозчинних рідин. Імовірність дроблення крапель у мішалках визначається у залежності від числа. Зі збільшенням числа діаметр крапель зменшується і міжфазна поверхня росте.

## Обертальне число Вебера
У частковому випадку, коли рух рідини є обертальним з кутовою швидкістю ω, маємо:
{\displaystyle v=\omega L}.
Тоді число Вебера набуде вигляду, що має назву обертального числа Вебера:
{\displaystyle \mathrm {We} _{r}={\frac {\rho L^{3}\omega ^{2}}{\sigma }},}.
Це число названо на честь Моріца Вебера (1871—1951), німецького професора механіки.